# Die Sixtinische Madonna

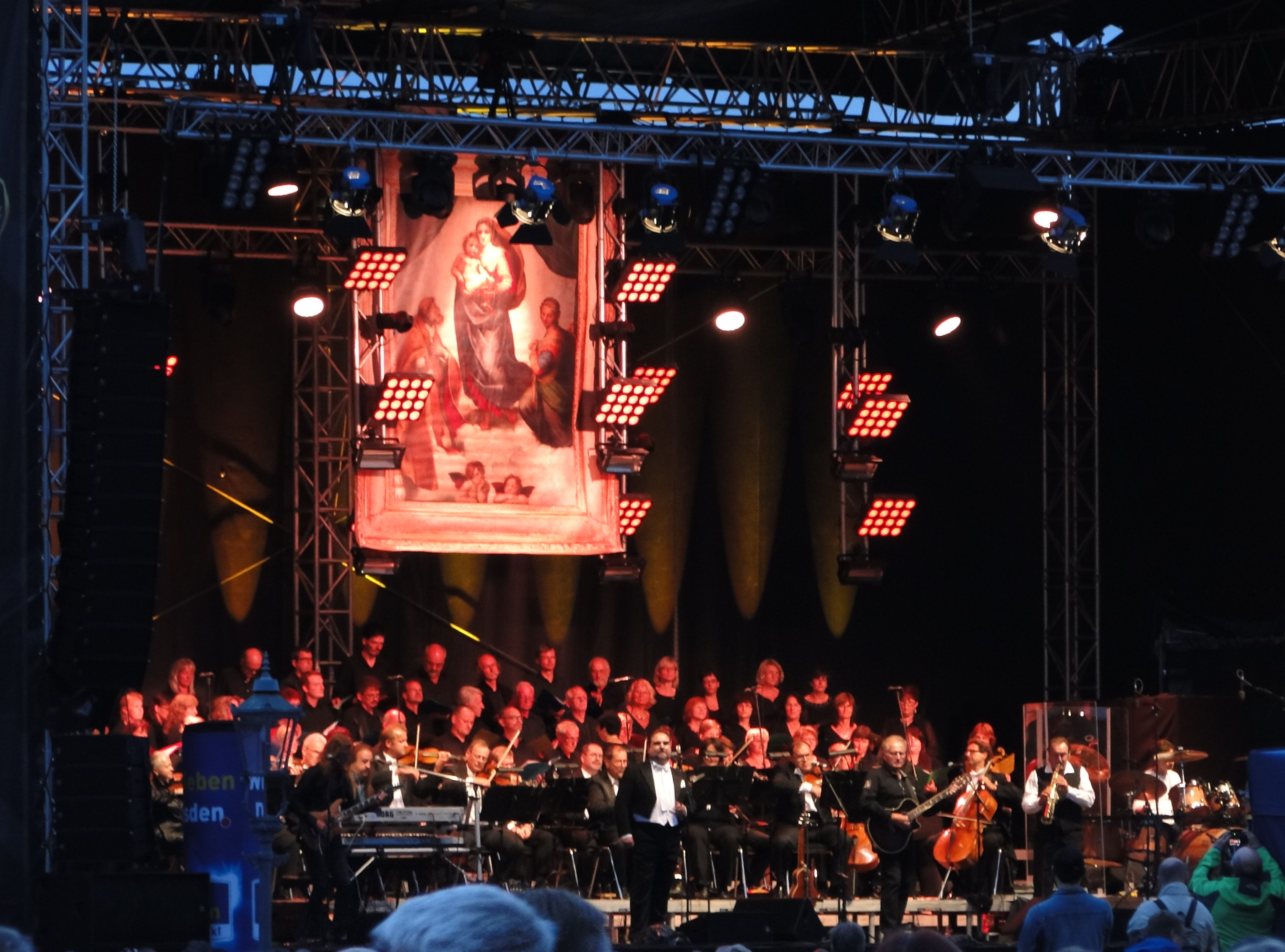
Erste Open-Air-Aufführung der Sixtinischen Madonna durch electra im August 2014 in Dresden

Die Sixtinische Madonna ist eine Rocksuite der Dresdner Gruppe electra, die 1979 aufgenommen und 1980 auf Schallplatte veröffentlicht wurde.

## Geschichte

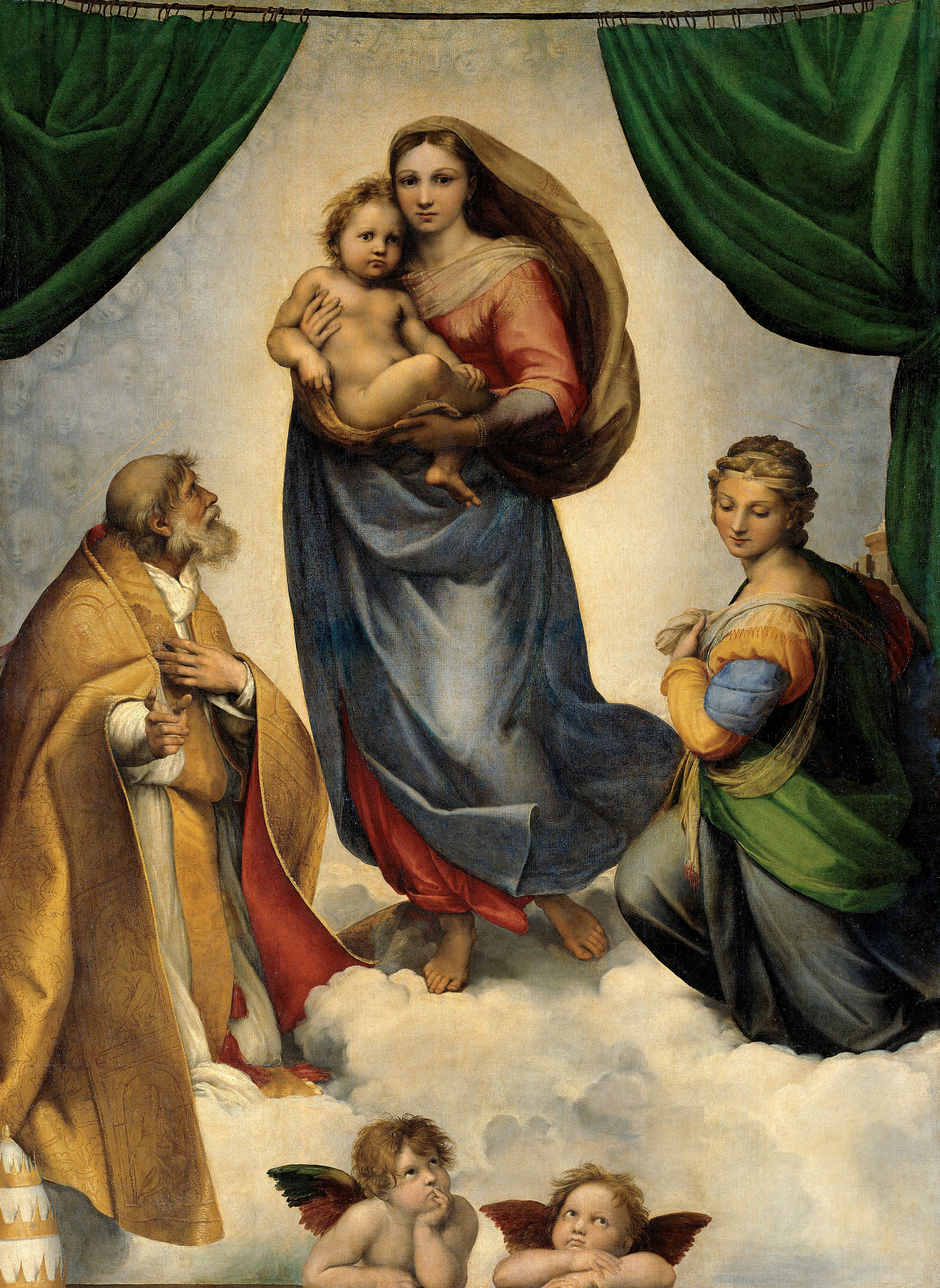
Das Gemälde Sixtinische Madonna

1512 erhielt der Maler Raffael (1483–1520) von Papst Julius II. den Auftrag, die Sixtinische Madonna zu malen. Das Werk wurde 1513 vollendet und befindet sich seit 1754 in Dresden. Während des Zweiten Weltkriegs wurde es von Soldaten unter Lebensgefahr geborgen und entging so der Zerstörung. Es gilt als bekanntestes Werk der Dresdner Gemäldegalerie Alte Meister.
1978 wurde die Band electra vom Zentralrat der FDJ beauftragt, ein musikalisches Werk zum Nationalen Jugendfestival der FDJ 1979 zu schreiben. Es sollte „einen Beitrag leisten, der einen wesentlichen Aspekt unseres gesellschaftlichen Lebens zum Inhalt hat“. Die Band schlug das Thema der Sixtinischen Madonna vor, weil die Madonna „im humanistischen Sinne“ wirke. Der Zentralrat und weitere maßgebliche Stellen stimmten zu. Daraufhin schrieb Kurt Demmler den Text, während Bandleader Bernd Aust für die Komposition und Arrangements verantwortlich war.
Die Uraufführung fand Anfang 1979 zum zehnjährigen Bestehen der Gruppe electra statt. Nach mehreren kleinen Änderungen wurde das Werk beim DT 64-Jugendkonzert im Ost-Berliner Palast der Republik aufgeführt. Der Rundfunk der DDR produzierte daraus die Schallplattenaufnahme. Auf der Amiga-Schallplatte, die in der DDR erschien, befinden sich auf der B-Seite die Stücke Scheidungstag, Jahrmarkt und Erinnerung, die thematisch nichts mit der Sixtinischen Madonna gemein haben.
In der Folge führte electra die Suite mehrfach auf. Statt des Chors übernahmen Bandmitglieder den Satzgesang.
Die Amiga-Schallplatte Die Sixtinische Madonna wurde electras erfolgreichstes Album. Rund 130.000 Exemplare wurden verkauft.
Am 20. Mai 2009 fand im Dresdner Kulturpalast ein Konzert zum 40-jährigen Bestehen der Band electra statt. Dabei wurde unter anderem die Sixtinische Madonna erneut aufgeführt. Mitwirkende waren neben der Band der „Große Chor Hoyerswerda“, Solisten der Neuen Elbland Philharmonie und der Tenor Jens-Uwe Mürner. Am 16. August 2009 wurde das Konzert wiederholt. Am 26. August 2012 führten dieselben Musiker die Rocksuite aus Anlass der 500-jährigen Wiederkehr des Auftrags an Raffael im Schauspielhaus Dresden auf. Zum letzten Mal und erstmals Open-Air wurde das Stück von electra zur Eröffnung des Dresdner Stadtfestes am 15. August 2014 vor der Semperoper aufgeführt, wiederum mit der – neu strukturierten – Elbland Philharmonie Sachsen, dem „Großen Chor Hoyerswerda“ und Jens-Uwe Mürner. Dieses Konzert war Bestandteil der „Abschiedstournee 2014“.

## Beschreibung

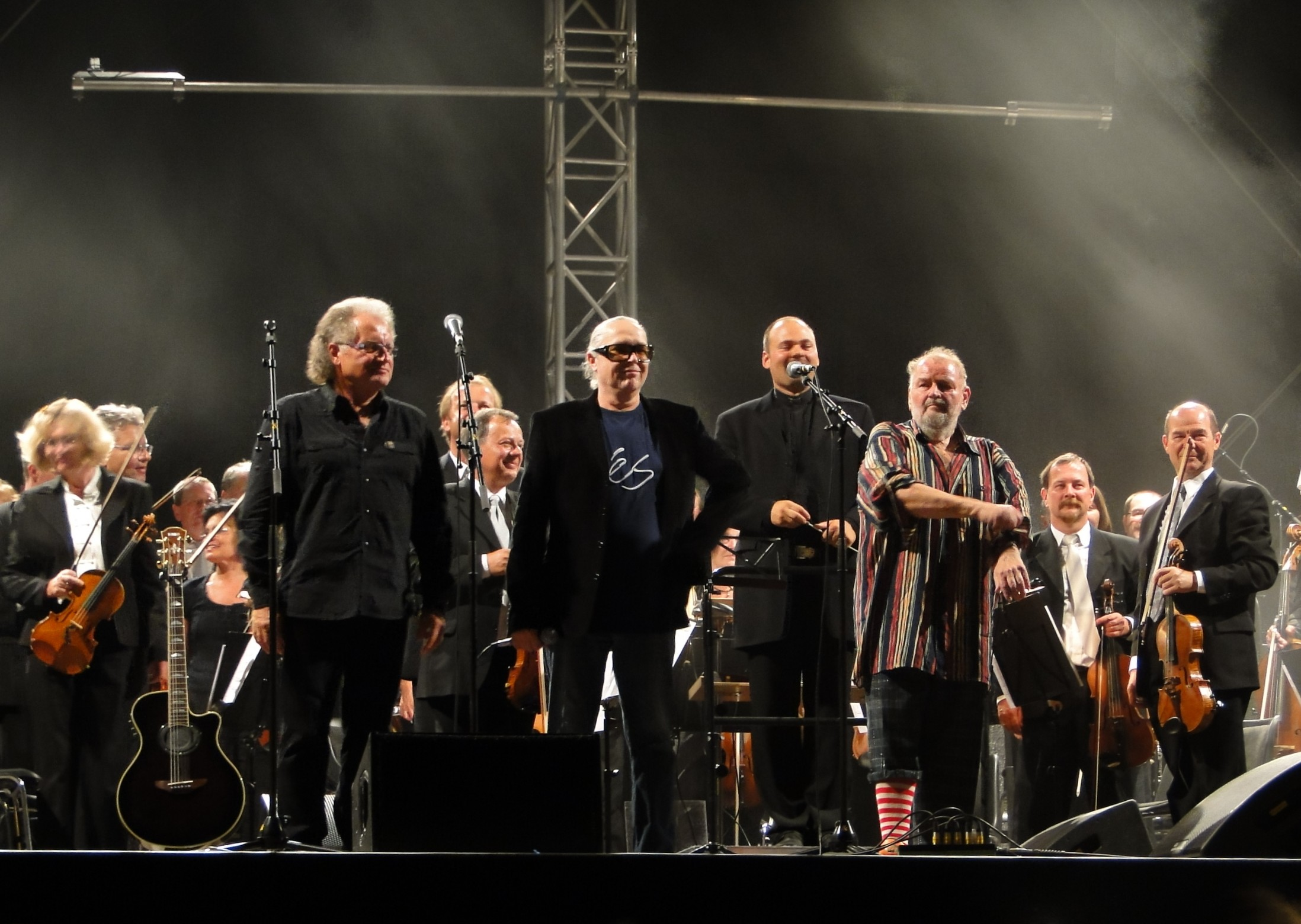
Gisbert Koreng (l.) und Peter Ludewig (r.), die an der Einspielung beteiligt waren

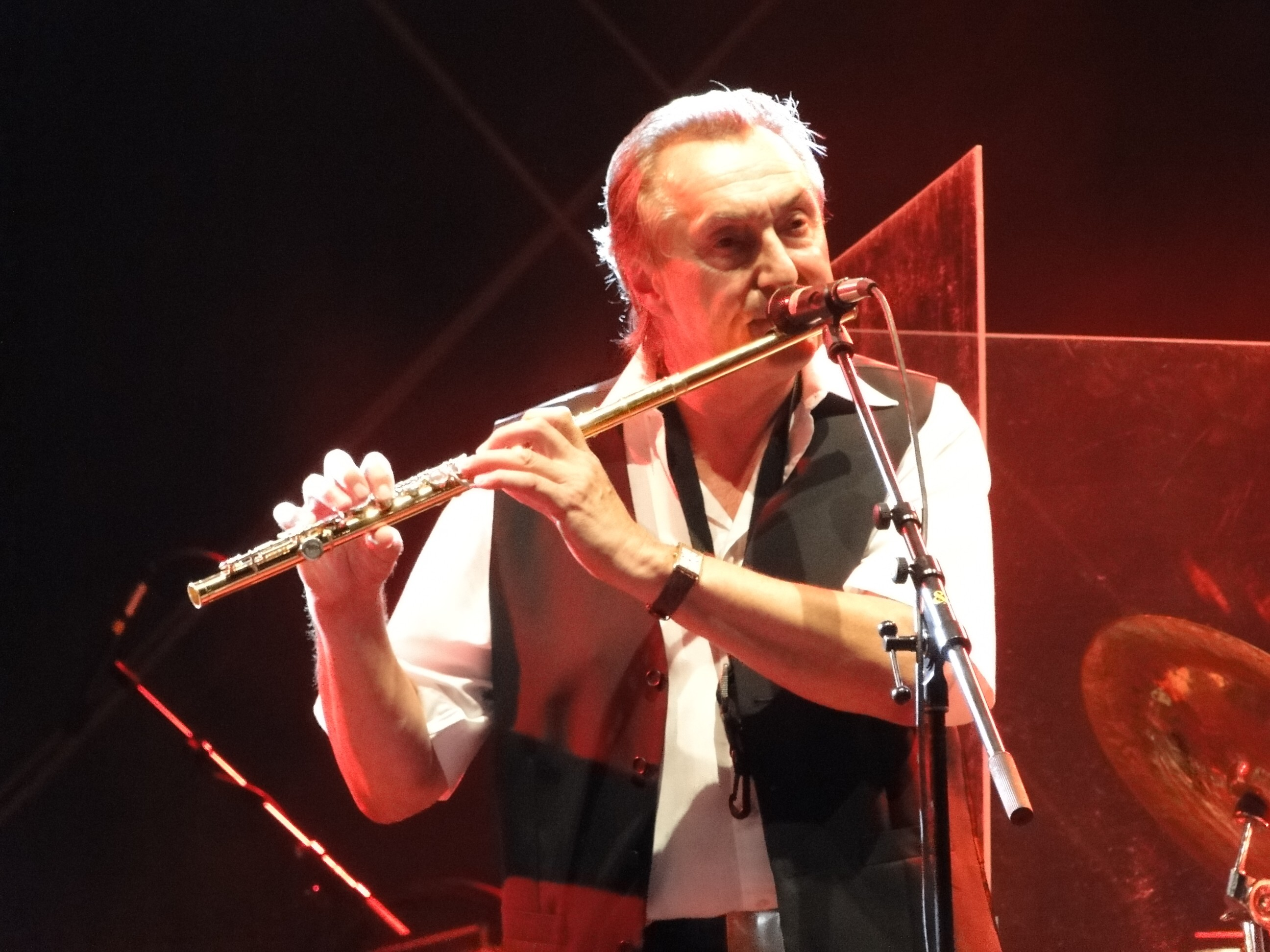
Bernd Aust spielte u. a. Saxophon, Querflöte und Klarinette ein

Das Stück wurde für die Schallplattenaufnahme in der folgenden Besetzung eingespielt: Bernd Aust (Saxophon, Querflöte, Klarinette, Chorgesang), Rainer Uebel (Keyboard), Gisbert Koreng (Gitarre, Chorgesang), Wolfgang Riedel (E-Bass, Chorgesang), Manuel von Senden (Gesang, Synthesizer, Perkussion) und Peter Ludewig (Schlagzeug, Chorgesang).
Die Rocksuite besteht aus den drei Sätzen Der Maler, Das Bild und Der Betrachter. Der Maler schildert die Gefühle des Malers bei seiner Arbeit. Die dargestellte Frau wird Gott gleichgestellt, ihre Göttlichkeit als weltlich beschrieben. Das Bild beschreibt die Vorgänge um das Gemälde in Kriegszeiten, als Soldaten ihr Leben einsetzten, um das Bild zu retten. Erneut wird die dargestellte Frau vergöttert. Durch die Beschäftigung mit der Madonna erhebt sich der Mensch sogar über Gott („Der Mensch schuf sich am sechsten Tag Gott“). Der Betrachter lenkt den Blick auf andere Frauen, deren Göttlichkeit manchmal nicht zu erkennen ist. Doch auch vor ihr soll man auf die Knie fallen.
Die Stücke sind durchweg im „liedhaften Rock“ mit dominanter Singstimme gehalten. Der Übergang vom ersten zum zweiten Satz wird durch das Madrigal Io ti voria von Orlando di Lasso (1532–1594) gebildet, das vom Heinrich-Schütz-Kammerchor der Hochschule für Musik „Carl Maria von Weber“ Dresden gesungen wird. Der Betrachter ist anfangs weniger melodisch, teilweise im Sprechgesang gehalten, um die fehlende Beachtung der „eigenen“ Frau darzustellen („Wenn du dahinhetzt, vergiß die Deine, vergiß die Deine nicht“).
Das Stück ist auf der Amiga-Schallplatte 26 Minuten und 10 Sekunden lang; die Aufnahme vom Jubiläumskonzert 2009 ist etwas kürzer.

### Alben
- 1980: Die Sixtinische Madonna (Amiga)
- 1980: Die Sixtinische Madonna (Pool/Teldec)
- 2000: Die Sixtinische Madonna & Adaptionen (Buschfunk)
- 2006: Adaptionen & Die Sixtinische Madonna (Buschfunk)
- 2009: 40 Jahr electra: Das Jubiläumskonzert (Buschfunk; auch als DVD)